# Siergiej Korolow
Siergiej Pawłowicz Korolow (ros. Сергей Павлович Королёв, ur. 30 grudnia 1906?/12 stycznia 1907 w Żytomierzu, zm. 14 stycznia 1966 w Moskwie) – radziecki inżynier mechanik, konstruktor pocisków balistycznych, rakiet i statków kosmicznych, „ojciec” radzieckiej kosmonautyki, dwukrotny Bohater Pracy Socjalistycznej (1956 i 1961), laureat Nagrody Leninowskiej (1957), trzykrotny kawaler Orderu Lenina (1956, 1956 i 1957), więzień gułagu.

## Życiorys

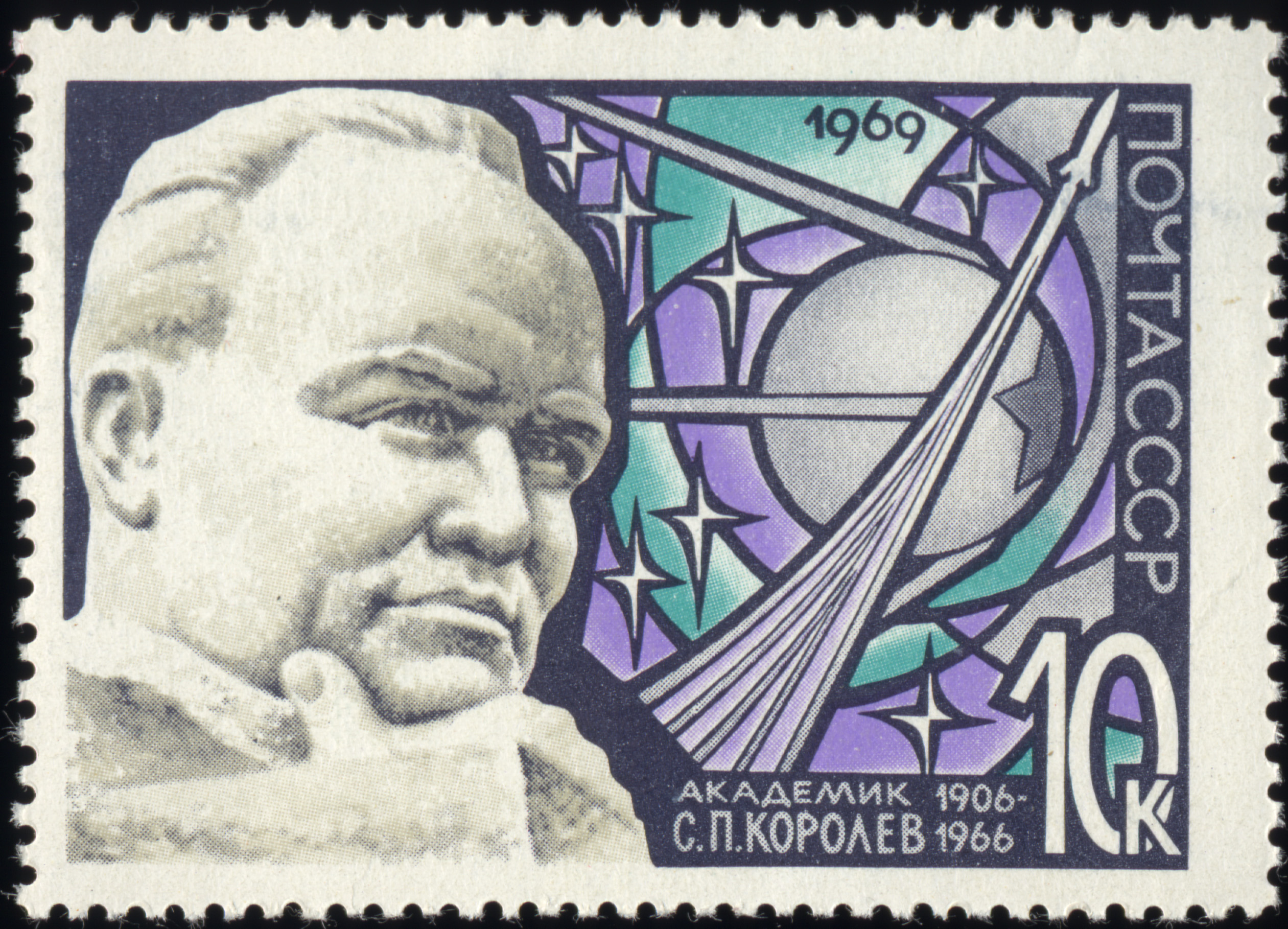
Znaczek radziecki z podobizną S. P. Korolowa, 1969

Jego matka, Marija Nikołajewna Moskalenko, wywodziła się ze starego kozackiego rodu. Ojciec, Pawieł Jakowlewicz Korolow, był nauczycielem literatury w miejscowym gimnazjum. Po rozpadzie małżeństwa w roku 1910 Korolow zamieszkał u dziadków w Nieżynie. W listopadzie 1916, po rozwodzie z Pawłem Korolowem, Maria wyszła za Grigorija Michajłowicza Bałanina, który wywarł znaczny wpływ na przybranego syna. W 1917 rodzina przeniosła się do Odessy. Po reformie edukacji publicznej w 1921 rozpoczął naukę w Strojprofszkole (Zawodowa Szkoła Budowlana) nr 1. Szkolił się na cieślę i dekarza. Mając 16 lat, był lektorem do spraw likwidacji analfabetyzmu lotniczego. Przygotowując się do końcowych egzaminów w szkole zawodowej, jednocześnie samodzielnie projektował szybowiec. Projekt szybowca, który nazwał K-5, został zatwierdzony do realizacji przez komisję OAWUK (Towarzystwo Lotnictwa i Nawigacji Powietrznej Ukrainy i Krymu). W tym samym, 1924 roku, poznał Ksenię Vincentini, późniejszą pierwszą żonę. Po ukończeniu szkoły zawodowej rozpoczął studia w Kijowskim Instytucie Politechnicznym, gdzie utworzono wydział lotnictwa. Na naukę zarabiał roznoszeniem gazet, naprawiając dach Instytutu oraz imając się rozmaitych innych prac. Na początku 1925 do licznych zajęć Korolowa na politechnice doszło jeszcze jedno – kurs budowy szybowców. W czerwcu zaliczył ostatnie testy drugiego roku i postanowił dalszą naukę kontynuować w Moskwie. 29 lipca 1925 powiadomił rektora kijowskiej politechniki, że został przyjęty do Moskiewskiej Wyższej Szkoły Technicznej (MWTU). W grudniu 1929 roku obronił swój projekt lekkiego samolotu i kilka tygodni później otrzymał dyplom inżyniera mechaniki lotniczej. Został wykształcony jako konstruktor samolotów i z początku pracował w biurze konstrukcyjnym Andrieja Tupolewa. W 1931 stworzył GIRD (Grupa Badań Ruchu Odrzutowego), która została przekształcona w instytut naukowo-badawczy. W latach 1936–1937 doprowadził do etapu testów rakietę przeciwlotniczą na paliwo stałe i dalekiego zasięgu na paliwo płynne. 
W 1938 padł ofiarą wielkiej czystki i był uwięziony przez sześć lat, w tym przez pewien czas w syberyjskim łagrze GUŁAG-u. Większość wyroku spędził jednak w szaraszce, specjalnym więzieniu dla specjalistów, które pozwalało im kontynuować swoją pracę. Po zwolnieniu w 1944 stał się kluczową osobą w radzieckim programie rakietowym tworzącym rakiety międzykontynentalne. Tu wykazał wielki talent do scalania projektów, organizowania prac na masową skalę i dalekosiężnego planowania. Pracował z przejętymi niemieckimi naukowcami rakietowymi w tym z Helmutem Gröttrupem. Pracując nad bronią rakietową, stopniowo zaczął przekonywać przywódców ZSRR do rozpoczęcia wyścigu kosmicznego ze Stanami Zjednoczonymi, w celu zwiększenia prestiżu ZSRR. W sierpniu 1956 został mianowany głównym konstruktorem radzieckiego programu kosmicznego i był odpowiedzialny za jego największe sukcesy, w tym wystrzelenie satelity Sputnik 1 i załogowego statku kosmicznego Wostok. Następnie pod jego kierownictwem rozpoczęto pracę nad serią misji mających prowadzić do lądowania na Księżycu i jeszcze bardziej ambitnych programów lotów do Marsa i Wenus.
W przeciwieństwie do swojego odpowiednika w programie amerykańskim Wernhera von Brauna, jego nazwisko było tajemnicą państwową. Znany był tylko jako „główny konstruktor”. Dopiero po śmierci nekrolog w „Prawdzie” ujawnił jego kluczową rolę w programie kosmicznym. Został pochowany z honorami na Cmentarzu przy Murze Kremlowskim. W odróżnieniu od von Brauna nie miał jednak nigdy pełnej kontroli nad radzieckim programem i często musiał borykać się z konkurentami, m.in. z Władimirem Czełomiejem.
Ogromny stres pracy, jak również problemy zdrowotne, jakich doznał w więzieniu, spowodowały znaczne pogorszenie zdrowia Korolowa na początku lat 60. 3 grudnia 1960 miał pierwszy zawał serca, następnie jego zdrowie nieustannie się pogarszało. Zmarł niespodziewanie w 1966 w wyniku nieudolnie przeprowadzonej, rutynowej operacji. Dom, w którym mieszkał, został zamieniony w muzeum mu poświęcone.

## Pamięć
- Międzynarodowa Unia Astronomiczna jego nazwiskiem nazwała krater księżycowy (Korolev) oraz krater na Marsie (Korolev).
- Imię Korolowa nosi Planetoida (1855) Korolev z pasa głównego planetoid, odkryta w 1969 roku.
- Imię Korolowa nosi Tupolew Tu-204 U-linii Roskosmos RA-64045.
- Na jego cześć zmieniono nazwę miasta w obwodzie moskiewskim.